# 周廷潮
周廷潮（英語：Ting-Chao Chou，1938年9月9日—）美籍华裔理论生物学家，癌症药物学家。耶鲁大学博士，曾任康奈尔大学教授及纽约斯隆凯特琳癌症中心临床前药理主任，也是中国医学科学院名誉教授。發表數百篇論文，H指數為67。

## 生平及事迹
周廷潮1938年9月9日出生於台灣日治时期的新竹郡湖口庄長岡嶺。新竹中学及高雄医学院药学系毕业，台湾大学医学院硕士，耶鲁大学博士。在约翰霍普金斯大学医学院师從药理主任保羅·塔拉雷教授/院士從事博士后研究。于1972年受聘于斯隆凯特琳癌症中心及康乃尔大学医学研究院担任教职，于1988年升任教授。
周廷潮曾任中国医学科学院名誉教授，南京医科大学、同济医科大学客座教授。
周氏「质量作用中效定理」，于1976年提出，已发展成普世通用定理（The Median-Effect Equation As the Unified Theory）。周塔氏「药物合并指数定理」（The Combination Index Theorem）于1984年提出。周氏与科研伙伴擁有39个美国专利。与丹尼雪夫斯基教授发明了依波西隆抗癌化合物，以及從高丽参主成分改造研发的细胞保护剂，大量减低化疗及放射疗法所产生的毒性。
周氏理论另有二项主要进展，一是应用于高效益绿色医药研发（Econo-Green Bio-Research and Development)及电脑自动化演析。另一是提出中国古代哲学的现代数理新义诠释，已发表于四个国际哲学会議（包括2007年的美国哲学会东区年会及2008年的世界哲学大会），也曾在北京大學等地發表演講。

## 科学研究及创作
周廷潮发表數百篇著作，其中理论及实验约各半。收录入Web of Science 及Google学术搜索。包括原著、评论、前瞻、美国专利、学术会议论文摘要及电脑软件等。

### 质量作用中效定理
质量作用中效定理（Median-Effect Principle）是周廷潮1976年正式提出的定理，以物理及化学质量作用原理为模型及酵素动力学做系统分析，再以数学演绎归纳为方案下所提出的：
{\displaystyle {\frac {fa}{fu}}=\left({\frac {D}{Dm}}\right)^{m}}
其中致效（Fa）与不致效（Fu）之比例等于剂量（D）与中效剂量（Dm）之比例的m次方。Dm为剂量作用之中效强度指标；m=1为抛物线，m>1为S型双曲线，而m<1为扁双曲线。
符合物理、化学质量作用原理的任何剂效图形，可以用周氏剂效图解（The Median-Effect Plot）转换成直线。其斜度即为m值，而X轴交切点即为{\displaystyle log(Dm)} 值。在取得剂效资料后，可以用电脑软件CompuSyn或CalcuSyn演算m及Dm值，并且显示出剂效电脑拟模图形。
周氏进一步证明；中效质量（Dm）是普世联接点及指标点，不管是单一物质（n=1）或是复方物质（n>1）；不管是一级动力学层次（m=1）或是高等动力学层次（m≠1）皆能通用。此为剂效关系最精简的表达，也是酵素动力学的米氏動力學，阿奇博爾德·希爾的高动力学层次常数公式，有關氫離子解離的亨德森－哈塞爾巴爾赫方程，以及Scatchard的受体分离常数公式的共同表述。

### 药物合并指数定理
药物合并指数定理（The Combination Index Theorem）及电脑解析是1984年由周廷潮及塔氏（Talalay）提出的定理，是从单一物质到复方物质的系统推广。合并指数（CI）可以定量协同作用（CI<1），相加作用（CI=1），及拮抗作用（CI>1）。其二药合并之公式为:
{\displaystyle CI={\frac {(D)_{1}}{(D_{x})_{1}}}+{\frac {(D)_{2}}{(D_{x})_{2}}}={\frac {(D)_{1}}{(D_{m})_{1}[f_{a}/(1-f_{a})]^{1/m_{1}}}}+{\frac {(D)_{2}}{(D_{m})_{2}[f_{a}/(1-f_{a})]^{1/m_{2}}}}}
其中
{\displaystyle (D_{x})_{1}}是{\displaystyle (D)_{1}}单独时抑制x% 之剂量
{\displaystyle (D_{x})_{2}}是{\displaystyle (D)_{2}}单独时抑制x% 之剂量。
而在二项之分子上{\displaystyle (D)_{1}}+{\displaystyle (D)_{2}}合并时也抑制x% 之剂量，而fa、m、Dm之定义如上节所示。
使用CompuSyn电脑软件输入各单药及其合并在各剂量之效用（fa值），则fa-CI图形（Chou-Talalay Plot）自动扫描测定药物之协同或拮抗作用。此方法给予研究机构，药检局，制药厂及专利局制定药物合并事项提供严格定量标准。三个以上药物之合并理论已落实，亦可自动化解析。癌症治疗常用多种药物，治疗爱滋病多用鸡尾酒疗法，中医多用复方，這些的现代化定量解析可以應用CI方法及其程式進行。

### 高效益绿色医药研发
高效益绿色医药研发是以上述定理為基礎的医药研发。剂效图形可以转换成直线的论述，导致观念上的基本突破。此即至少两点数据（精简资料），则可电脑拟模全程剂效曲线（Two Points Minimum for Dose-Effect Curve）。用此定理可由少数资料点，去配对“自然法则”（质量作用定理）。如此可以進行小型实验、少数据、少时间、少用动物、少用病人于临床实验的绿色医药研发

## 专利发明
周氏发明以抗细胞微管为标的的依波西隆抗癌化合物，以及以DNA烷化剂为标的抗癌药物。此外有抗排斥之器官移植免疫抑制剂，以及從高丽参主成分化学改造合成的高丽参精三醇化合物Panaxytriols，用于细胞保护以及减少化学疗法及放射治疗所产生的毒性及副作用，周廷潮與科研夥伴共同擁有美国专利共计39项。

## 著作
1.  The Unified Theory
- http://www.cell.com/trends/pharmacological-sciences/abstract/0165-6147(83)90490-X（页面存档备份，存于）    [A New Look at A Very Old Problem] (Cited 382  times)
- http://cancerres.aacrjournals.org/content/70/2/440.full（页面存档备份，存于）   [Perspective Article, 2010 ]   (Cited 828 times in 237 journals)
- http://www.sciencedirect.com/science/article/pii/0022519372900409（页面存档备份，存于） [Combinatory Analysis, J Theor Biol 1972]
- http://www.jbc.org/content/252/18/6438.full.pdf（页面存档备份，存于） [Theoretical Development] (Cited 201 times) (Chou - Talalay Theory, 1977).
- http://www.zoominfo.com/p/Ting-Chao-Chou/1326248255   [FEBS article 1981]
- http://onlinelibrary.wiley.com/doi/10.1111/j.1432-1033.1981.tb06218.x/full（页面存档备份，存于）    [Basic Theory, 1981 FEBS]
- https://archive.today/20160424021210/http://libra.msra.cn/Publication/35878781/analysis-of-combined-drug-effects-a-new-look-at-a-very-old-problem   [TIPS Trend Article, 1983]
- http://www.ncbi.nlm.nih.gov/pmc/articles/PMC3196289/   [AJCR review article, 2011]
- http://www.tandfonline.com/doi/abs/10.1080/10428190802353591?journalCode=ilal20      [Leukemia & Lymphoma clinical  review article, 2008]
- https://web.archive.org/web/20141226071743/http://omicsonline.org/1948-5964/1948-5964.S1.1-5.pdf   [Virology-2011 Published in Antivir Antiretrovir, vol 3 issue 4-6]   (Keynote Speech)
- http://www.nature.com/nm/journal/v6/n2/full/nm0200_200.html （页面存档备份，存于）   [Nature Medicine 6:200-206, 2000]    [Cited 844 times as of 1/19/2016]
- http://www.amazon.com/books/dp/0121740900   [Book, Academic Press, 1991]
- http://www.sciencedirect.com/science/article/pii/S2213713014000042 （页面存档备份，存于）  [Synergy journal inaugural article by Chou, 2014]
- https://web.archive.org/web/20160306094848/http://regulatoryaffairs.pharmaceuticalconferences.com/speaker/2015/ting-chao-chou-pd-science-llc-usa   [Pharmaceutical Regulatory Affairs -Keynote Speech, Orlando, FL  Aug..3  2015]
- http://scholar.google.com/scholar?start=0&q=%22author:Chou+author:Ting-Chao.%22&hl=en&as_sdt=0,31              [Chou TC, 341 Publications & Their Citations]